# Nils Tengvik
Nils Rupert Tengvik, född 2 februari 1908 i Uppsala, död 5 februari 1958 i Malmö, var en svensk väg- och vattenbyggnadsingenjör.
Tengvik avlade studentexamen i Uppsala 1925, blev filosofie magister i Uppsala 1931, utexaminerades från Kungliga Tekniska högskolan 1934 och blev teknologie doktor vid Chalmers tekniska högskola 1952. Han var lärare vid Sigtunastiftelsens humanistiska läroverk 1928–1929, assistent vid Statens provningsanstalt 1934–1936, byråingenjör hos Byggnadsstyrelsen 1936–1942, sekreterare hos Statens kommitté för byggnadsforskning från 1943 och assistent i byggnadsteknik vid Kungliga Tekniska högskolan 1943–1945. Han var ledamot av Svenska betongföreningens verkställande utskott 1941–1945.